# Ернст Лерчер
Ернст Лерчер (нім. Ernst Lörtscher, 15 березня 1913 — 1994) — швейцарський футболіст, що грав на позиції півзахисника за клуб «Серветт», а також національну збірну Швейцарії.
Триразовий чемпіон Швейцарії. 

## Клубна кар'єра
У футболі дебютував 1932 року виступами за команду «Серветт», кольори якої і захищав протягом усієї своєї кар'єри гравця, що тривала дванадцять років. 

## Виступи за збірну
1934 року дебютував в офіційних матчах у складі національної збірної Швейцарії. Протягом кар'єри у національній команді, яка тривала 5 років, провів у її формі 21 матч, забивши 1 гол.
Був присутній в заявці збірної на чемпіонаті світу 1938 року у Франції, але на поле не виходив.
Помер 1 січня 1994 року на 81-му році життя.

## Титули і досягнення
- Чемпіон Швейцарії (3):

«Серветт»: 1932-1933, 1933-1934, 1939-1940